# Герхард Бергер
Ге́рхард Бе́ргер (нім. Gerhard Berger, нар. 27 серпня 1959, Вергль) — австрійський підприємець та колишній автогонщик. Виступав у перегонах Формули-1 з 1984 по 1997 рік. Найвищий результат у чемпіонаті — 3-є місце у 1988 і 1994 роках. Колишній керівник програми «БМВ» у Формулі-1, колишній співвласник команди «Scuderia Toro Rosso».